# Shangyou

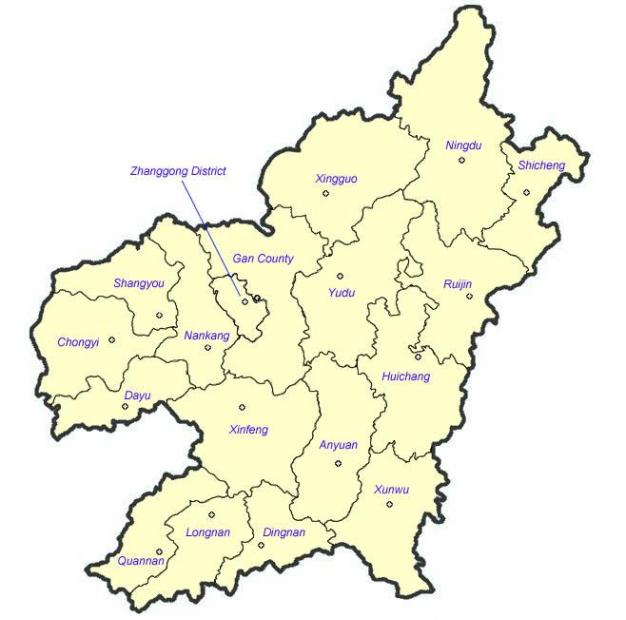
Lage von Shangyou im Verwaltungsgebiet von Ganzhou

Der Kreis Shangyou (chinesisch 上犹县, Pinyin Shàngyóu Xiàn) ist ein Kreis der bezirksfreien Stadt Ganzhou in der Provinz Jiangxi der Volksrepublik China. Er hat eine Fläche von 1.543,87 km² und zählt 257.464 Einwohner (Stand: Zensus 2010). Sein Hauptort ist die Großgemeinde Dongshan (东山镇).

## Administrative Gliederung
Auf Gemeindeebene setzt sich der Kreis aus fünf Großgemeinden und neun Gemeinden zusammen. 